# 成富营
成富营，中华人民共和国政治人物、全国脱贫攻坚先进个人。

## 生平
成富营任济源产城融合示范区农业农村局党组成员，扶贫开发办公室副主任。因在脱贫攻坚战中作出突出贡献，2021年2月25日全国脱贫攻坚总结表彰大会上，成富营被授予“全国脱贫攻坚先进个人”。